# پلایس (نیومکزیکو)
پلایس (به انگلیسی: Playas) یک منطقهٔ مسکونی در ایالات متحده آمریکا است که در نیومکزیکو واقع شده‌است. پلایس ۴٫۸ کیلومتر مربع مساحت و ۷۴ نفر جمعیت دارد و ۱٬۳۷۰٫۰۹ متر بالاتر از سطح دریا واقع شده‌است.